# Aigrette (Mode)

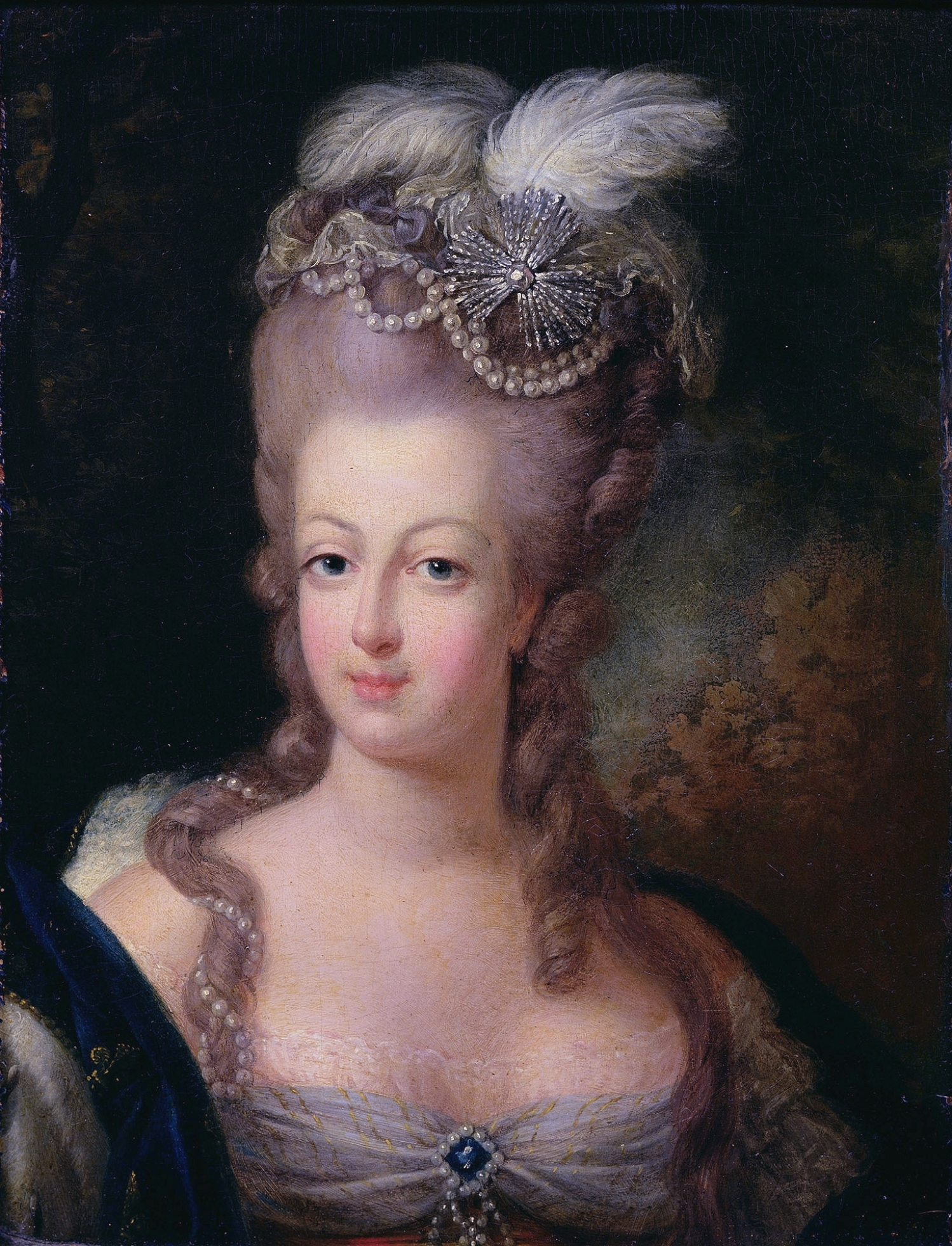
Marie-Antoinette mit Aigrette (Detail eines Gemäldes von Jean-Baptiste Gautier d'Agoty, ca. 1775)

Die Aigrette (frz. „(Silber-)Reiher“, „Federkrone“) ist ein historischer Kopfschmuck aus Reiherfedern, insbesondere aus Federn des Silberreihers, die auf einem Ring aus Gold oder Silber, einer Perlenschnur oder einem Turban befestigt wurden. Beliebt war sie im vorrevolutionären Frankreich und in der Zeit des Empire und dann wieder mit der Tangomode in den 1910er und in den 1920er Jahren. 
Die Aigrette wurde auch von indischen und ottomanischen Würdenträgern als Gesteck am Turban getragen.